# Главная инспекция боевой подготовки
Главная инспекция боевой подготовки (яп. 教育総監部 Кё:ику со:канбу) — структура императорской армии Японии, отвечавшая за боевую подготовку в сухопутных войсках. Её глава — главный инспектор боевой подготовки — контролировал всю техническую и тактическую подготовку в армии, и был подчинён непосредственно императору, а не министру армии или начальнику генерального штаба. Пост главного инспектора боевой подготовки был третьим по значимости в Императорской армии Японии. Главный инспектор боевой подготовки по должности был членом Императорской Ставки.

## История
Главная инспекция боевой подготовки была создана 20 января 1898 года в качестве единой управляющей структуры для Армейской военной академии и различных специализированных военных и технических учебных заведений по всей стране. Она также имела большую власть в вопросах транспорта и снабжения. Из-за своего политического значения пост главного инспектора боевой подготовки всегда был объектом пристального внимания со стороны военных кругов, и борьба за этот пост между различными фракциями послужила одной из причин инцидента 26 февраля 1936 года. Инспекция была ликвидирована при роспуске Императорской армии после поражения Японии во Второй мировой войне.

## Структура
- Департамент общих вопросов (в 1900—1908 — штабной департамент)
  - 1-е бюро
    - 1-й отдел (общие вопросы)
    - 2-й отдел (общая подготовка)
    - 3-й отдел (исследования и нормативы)
    - 4-й отдел (специализированные учебные заведения)

  - 2-е бюро (до 1941 года)
    - 4-й отдел (с 1941 года — Отдел бронетехники)
    - 5-й отдел (с 1941 года — Инспекция химических войск)
    - 6-й отдел (с 1941 года — Инспекция войск связи)
- Инспекция кавалерии (с 1941 года — Отдел бронетехники)
- Инспекция полевой артиллерии (1907—1919)
- Инспекция крепостной артиллерии (1907—1919)
- Инспекция артиллерии (с 1919 года)
- Инспекция инженерных войск
- Инспекция транспортных войск
- Инспекция химических войск (с 1941 года)
- Инспекция войск связи (с 1941 года)
- Инспекция войск ПВО (с 1945 года)

## Главные инспекторы боевой подготовки
|    | Имя                            | Период нахождения в должности | Период нахождения в должности |
| -- | ------------------------------ | ----------------------------- | ----------------------------- |
| 1  | Фельдмаршал Тэраути Масатакэ   | 22 января 1898                | 25 апреля 1900                |
| 2  | Фельдмаршал Нодзу Митицура     | 25 апреля 1900                | 14 января 1904                |
| 3  | Фельдмаршал Тэраути Масатакэ   | 14 января 1904                | 9 мая 1905                    |
| 4  | Генерал Ниси Кандзиро          | 9 мая 1905                    | 21 декабря 1908               |
| 5  | Генерал Осима Хисанао          | 21 декабря 1908               | 6 сентября 1911               |
| 6  | Генерал Асада Нобуоки          | 6 сентября 1911               | 22 апреля 1914                |
| 7  | Генерал Уэхара Юсаку           | 22 апреля 1914                | 17 декабря 1915               |
| 8  | Генерал Итинохэ Хёэ            | 17 декабря 1915               | 26 августа 1919               |
| 9  | Генерал Отани Кикудзо          | 26 августа 1919               | 28 декабря 1920               |
| 10 | Генерал Акияма Ёсифуру         | 28 декабря 1920               | 17 марта 1923                 |
| 11 | Генерал Оба Дзиро              | 17 марта 1923                 | 2 марта 1926                  |
| 12 | Генерал Кикути Синносукэ       | 2 марта 1926                  | 22 августа 1927               |
| 13 | Фельдмаршал барон Нобуёси Муто | 22 августа 1927               | 26 мая 1932                   |
| 14 | Генерал Сэндзюро Хаяси         | 26 мая 1932                   | 23 января 1934                |
| 15 | Генерал Дзиндзабуро Масаки     | 23 января 1934                | 16 июля 1935                  |
| 16 | Генерал Дзётаро Ватанабэ       | 16 июля 1935                  | 26 февраля 1936               |
| 17 | Генерал Ёсикадзу Ниси          | 26 февраля 1936               | 1 августа 1936                |
| 18 | Фельдмаршал Хадзимэ Сугияма    | 1 августа 1936                | 9 февраля 1937                |
| 19 | Фельдмаршал Хисаити Тэраути    | 9 февраля 1937                | 26 августа 1937               |
| 20 | Фельдмаршал Сюнроку Хата       | 26 августа 1937               | 14 февраля 1938               |
| 21 | Генерал Рикити Андо            | 14 февраля 1938               | 30 апреля 1938                |
| 22 | Генерал Тосидзо Нисио          | 30 апреля 1938                | 14 октября 1940               |
| 23 | Генерал Отодзо Ямада           | 14 октября 1940               | 18 июля 1944                  |
| 24 | Фельдмаршал Хадзимэ Сугияма    | 18 июля 1944                  | 22 ноября 1944                |
| 25 | Фельдмаршал Сюнроку Хата       | 23 ноября 1944                | 7 апреля 1945                 |
| 26 | Генерал Кэндзи Доихара         | 7 апреля 1945                 | 25 августа 1945               |
| 27 | Генерал Садаму Симомура        | 25 августа 1945               | 15 октября 1945               |